# Josh Sussman

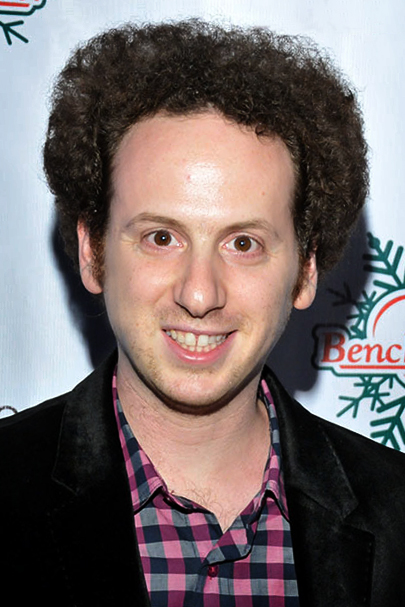
Josh Sussman (2015)

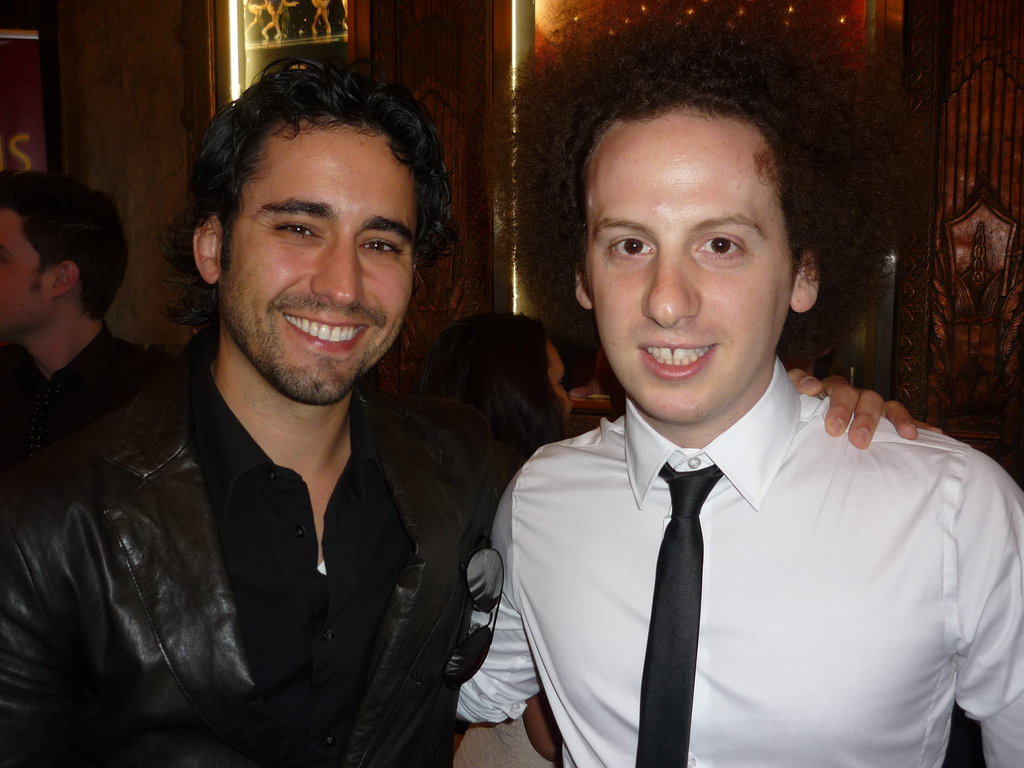
Josh Sussman (rechts) mit John Lloyd Young im Juni 2010

Josh Sussman (* 30. Dezember 1983 in Teaneck, New Jersey) ist ein US-amerikanischer Schauspieler. Er ist vor allem für seine Rollen als Hugh Normous bei Die Zauberer vom Waverly Place und Jacob Ben Israel bei Glee bekannt.

## Leben
Sussman wurde am 30. Dezember 1983 in Teaneck, New Jersey geboren. Dort wuchs er auch auf. Nach der Highschool studierte er zwei Jahre lang das Schauspielern an der New York Conservatory for Dramatic Arts. 2005 war er als Best Actor bei den NJACT Perry Awards nominiert. Im Winter 2008/2009 beteiligte er sich dann an Birthright Israel. 2012 moderierte er auch eine Ausgabe von Ray William Johnsons =3. Laut eigener Aussage ist er professioneller Vier-gewinnt-Spieler und begeisterter Teetrinker.

## Filmografie (Auswahl)
- Der Fisch-Club (2011) – Randy Pincherson
- Warren the Ape (2010) – Cecil Greenblatt
- Glee (2009–2014) – Jacob Ben Israel
- Stay Cool – Feuer & Flamme (2009) – Journalist
- Die Zauberer vom Waverly Place (2008–2011) – Hugh Normous
- Bones – Die Knochenjägerin (2009) – Afro Geek (1 Episode)
- Sonny Munroe (2009) – Postbote (1 Episode)
- The Juggler (2009) – der Pick-Up Artist
- The Evening Journey (2008) – der Pale Faced Boy (Junge mit dem blassen Gesicht)
- Hotel Zack & Cody (2007) – der Copy Guy (1 Episode)
- What About Brian (2007) – Ben
- The Tonight Show (2007) – Brian (American-Idol-Parodie, 1 Episode)
- Zip (2007) – Martin
- My Crazy Life (2007) – Derek (1 Episode)
- Drake & Josh (2004–2007) – Clayton